# Compagnie générale du Maroc
La Compagnie générale du Maroc (Genaroc) est une holding financière française fondée en 1912.

## Historique
La Compagnie générale du Maroc est fondée en février 1912 par un consortium de banques françaises avec à sa tête la Banque de Paris et des Pays-Bas.
En 1914, elle s'associe avec la Lyonnaise des eaux pour créer la Société marocaine de distribution d'eau, de gaz et d'électricité (SMD).
Elle prend part à la création de la Compagnie des chemins de fer du Maroc, dont elle devient l'un des principaux actionnaires, et de la Compagnie franco-espagnole du chemin de fer de Tanger à Fès.